# Folkestone
Folkestone (pronunciat /ˈfoʊkstən/) és una ciutat costanera del sud-est d'Anglaterra, que pertany al districte de Shepway i al comtat de Kent. La construcció de l'Eurotúnel del Canal de la Mànega, que connectà aquesta ciutat amb la francesa de Calais, la convertí en la porta d'entrada terrestre de la Gran Bretanya. El seu port és part important de la seva història i de la seva economia. Capel-Le-Ferne, Cheriton, Hythe i Hawking són algunes de les seves ciutats satèl·lit. Tenia 45.708 habitants el 2001. La imatge de santa Eanswythe, patrona de la ciutat i la de William Harvey, descobridor de la circulació de la sang, apareixen en el segeix oficial de Folkestone.
El 1933 s'hi va celebrar la V Olimpíada d'escacs organitzada per la FIDE.

## Geografia

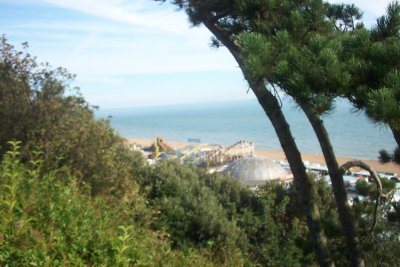
Platja de Folkestone i passeig.

Folkestone està a l'extrem sud dels North Downs, on aquest conjunt de turons s'uneixen amb la mar. A diferència dels penya-segats blancs de Dover, els de Folkestone són verdosos, ja que tenen diferent composició. Un rierol, el Pent Brook, passa per entre els penya-segats i va ser el primitiu port natural de la ciutat, emprat per pescadors i vaixells que travessaven el canal de la Mànega. Aquests penya-segats reben el constant atac de les onades, els promontoris que protegien del mar el territori han deixat de fer aquesta funció, que ara fan les esculleres construïdes al segle xvii.
La ciutat està edificada a ambdós costats de la vall del riu Pent: d'una banda estan el West Cliff i el Bayle i a l'altra banda el East Cliff. El riu té ara un tram soterrat des de l'estació de bombers a la cruïlla de Radnor Park Road i Pavilion Road, fins que assoleix el nou port. a sota del que ara és un aparcament de cotxes públic, entre el carrer Old High Street i el viaducte del ferrocarril, es van trobar les restes d'un embarcador del segle xvii. Dins del municipi hi ha tres barris d'extraradi: Peene, Newington i Cheriton, en aquest darrer està la sortida nord de l'Eurotúnel.
L'agost del 1996 un temporal va fer malbé edificis situats a Black Bull Road, a la vall del Foord, zona que va quedar inundada per dos metres d'aigua. En part va ser per les fortes pluges i en part per una inadequada evacuació del soterrament del riu Pent, que no va poder assimilar tant de cabal.
L'entorn natural al voltant dels penya-segats està declarat d'interès sobretot durant la primavera i la tardor, quan és freqüentat per aus migratòries, l'espai és un parc natural anomenat East Cliff and Warren Country Park. Hi ha dues senderes per als amants dels passeigs per la natura.

## Notes històriques

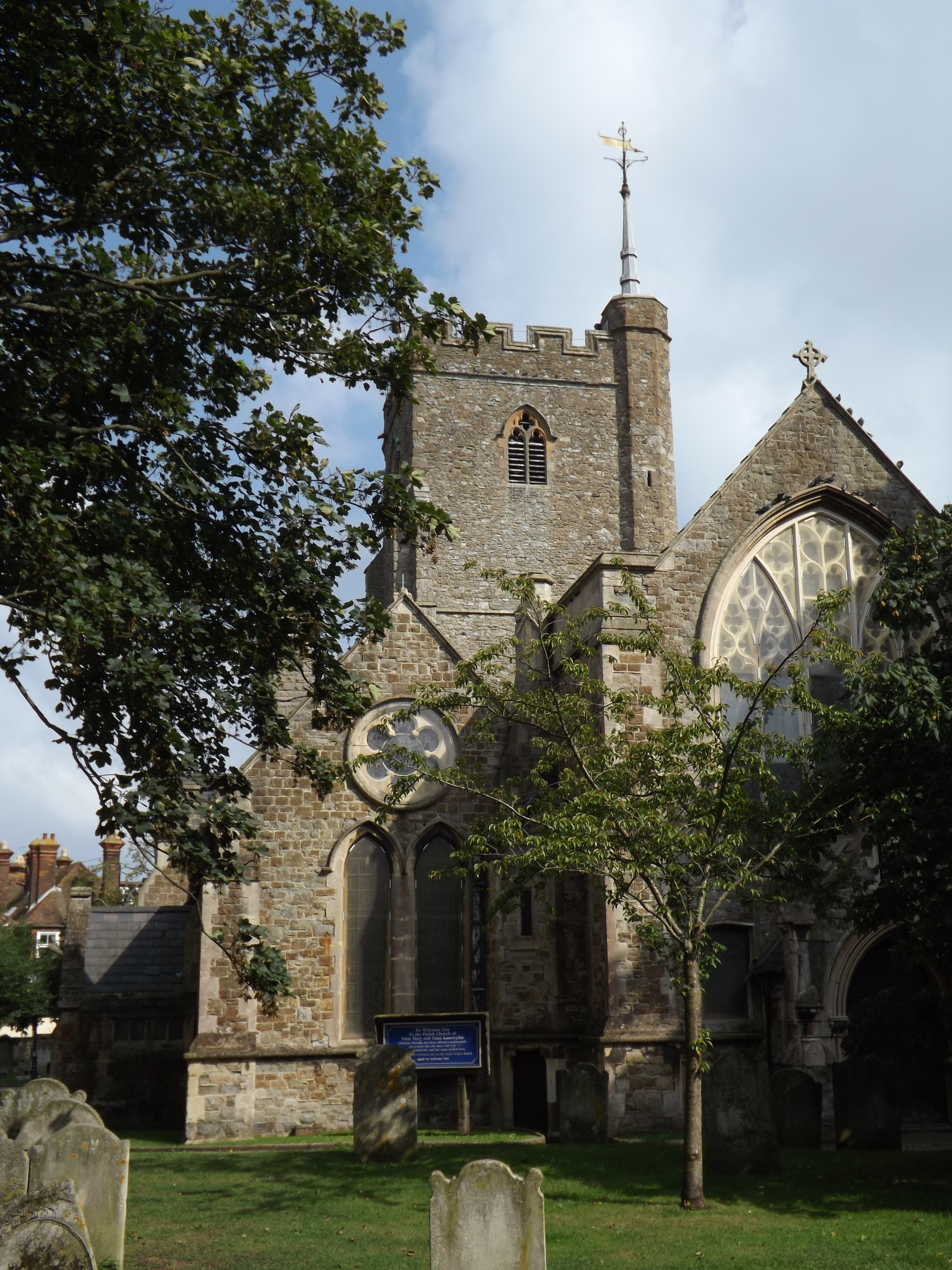
Església de St Mary i St Eanswythe.

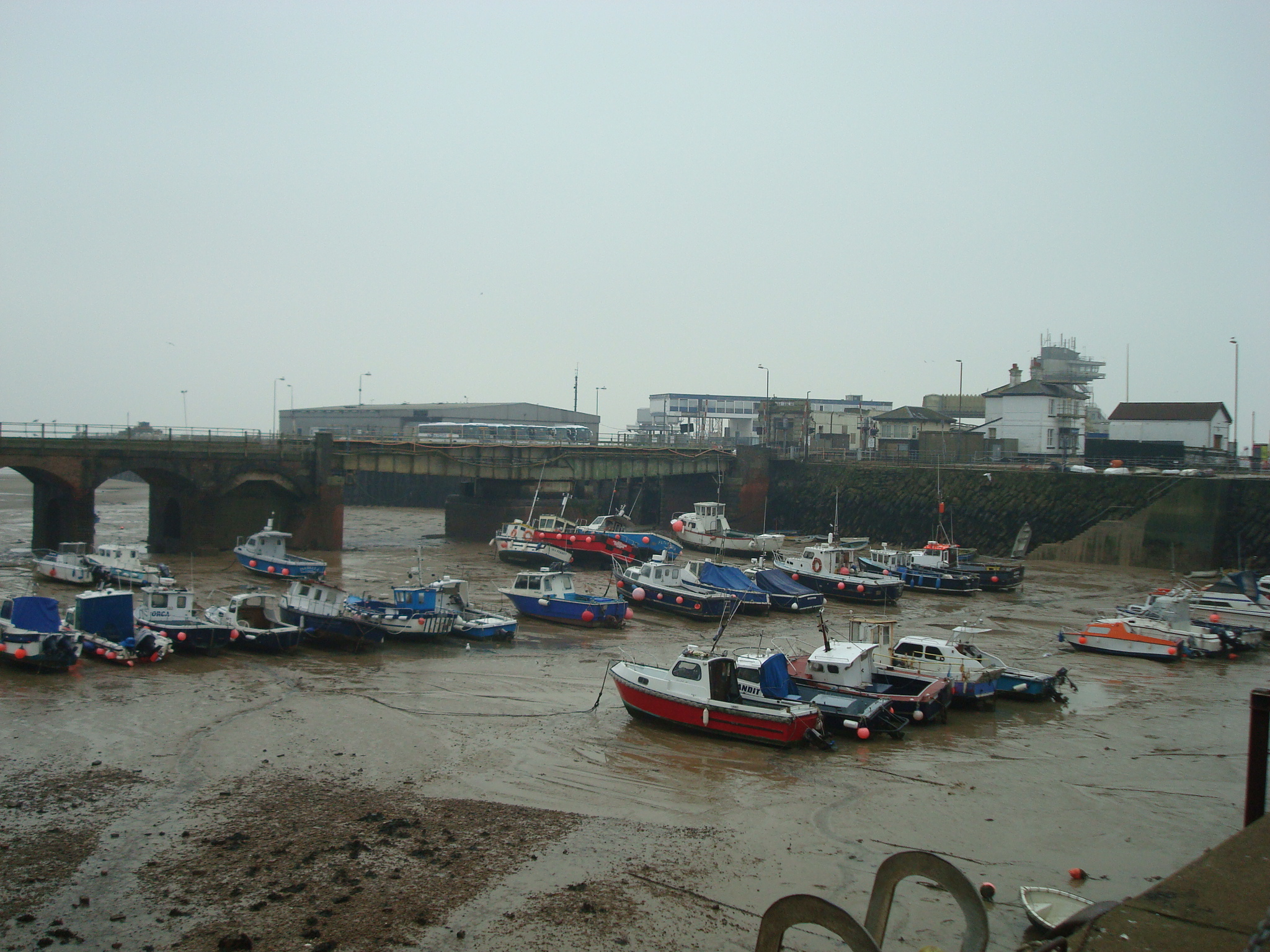
Port de Folkestone.